# Victory Road (2011)
Victory Road (2011) foi um evento pay-per-view produzido pela Total Nonstop Action Wrestling, ocorreu no dia 13 de março de 2011 no Impact! Zone em Orlando, Florida. Está foi a sétima edição da cronologia do Victory Road. Sua frase lema foi: "Victory is reserved for those who are willing to pay the price".

## Antes do evento
Victory Road teve lutas de wrestling profissional envolvendo diferentes lutadores com rivalidades e storylines pré-determinadas que se desenvolveram no iMPACT! — programa de televisão da Total Nonstop Action Wrestling (TNA).
O evento gerou muita polêmica pelo seu evento principal (Main Event) que havia grande expectativa do público com a luta entre dois grandes wrestlers da empresa (Sting e Jeff Hardy) ter acabado em menos de dois minutos pelo fato de Jeff Hardy aparecer ébrio para seu combate. Hardy ficava dando voltas no ringue e seu oponente não teve outra escolha além de aplicar seu finisher e acabar a luta.

## Resultados
| #                              | Lutas                                                                                              | Estipulação                                                                           | Tempo |
| ------------------------------ | -------------------------------------------------------------------------------------------------- | ------------------------------------------------------------------------------------- | ----- |
| 1                              | Tommy Dreamer derrotou Bully Ray                                                                   | No Disqualification Falls Count Anywhere match                                        | 10:45 |
| 2                              | Sarita e Rosita derrotaram Angelina Love e Winter (c)                                              | Tag team match pelo TNA Knockout Tag Team Championship                                | 04:58 |
| 3                              | Hernandez derrotou Matt Morgan                                                                     | First Blood match                                                                     | 08:35 |
| 4                              | Kazarian (c) derrotou Jeremy Buck, Max Buck e Robbie E (com Cookie)                                | Ultimate X match pelo TNA X Division Championship                                     | 14:22 |
| 5                              | Beer Money, Inc. (James Storm e Robert Roode) (c) derrotaram Ink Inc. (Jesse Neal e Shannon Moore) | Tag team match pelo TNA World Tag Team Championship                                   | 12:30 |
| 6                              | A.J. Styles derrotou Matt Hardy (com Ric Flair)                                                    | Singles match                                                                         | 17:38 |
| 7                              | Mr. Anderson vs. Rob Van Dam acabou em dupla contagem sem vencedor.                                | Singles match para definir o desafiante nº um pelo TNA World Heavyweight Championship | 12:54 |
| 8                              | Sting (c) derrotou Jeff Hardy                                                                      | No Disqualification match pelo TNA World Heavyweight Championship                     | 01:28 |
| (c) - Campeões antes das lutas | |                                                                                       |       |